# Anoplodactylus dauphinus
Anoplodactylus dauphinus är en havsspindelart som beskrevs av Child, C.A. 1992. Anoplodactylus dauphinus ingår i släktet Anoplodactylus och familjen Phoxichilidiidae. Inga underarter finns listade i Catalogue of Life.